# Paloheinä
Paloheinä (en suédois : Malmgård) est une section du quartier de Tuomarinkylä à proximité du Parc central d'Helsinki en Finlande.

## Description
Paloheinä a une superficie de 1,72 km2, sa population s'élève à 5 979 habitants(1.1.2010) et elle offre 482 emplois (31.12.2008).